# 在アイスランド日本国大使館
在アイスランド日本国大使館（アイスランド語: Sendiráð Japans á Íslandi、英語: Embassy of Japan in Iceland）は、日本がアイスランドの首都レイキャヴィークに設置している大使館である。在レイキャヴィーク日本国大使館（在レイキャビク日本国大使館、アイスランド語: Sendiráð Japans í Reykjavík、英語: Embassy of Japan in Reykjavík）とも。
当大使館は、世界で最も北に位置する日本の在外公館かつ大使館である。ただし、世界最北の大使館は、レイキャヴィーク市内で最も北にあるフィンランド大使館である。

## 沿革
1956年12月8日、日本とアイスランドの間で国交が樹立される。1957年9月より、日本の外交使節団はストックホルムに、次いでオスロに常駐していたが、2001年2月、まず在アイスランド兼勤駐在官事務所としてレイキャヴィークに大使館が開館した。2014年1月1日、兼勤駐在官事務所が廃止される代わりに大使館実館へ昇格する形で正式な大使館として発足。

## 住所
| 所在地 | 6th Floor, Laugavegur 182, IS-105 Reykjavík |
| 私書箱 | P.O. Box 5380, IS-125 Reykjavík             |